# Оф-роуд
Оф-Роуд или Оф-Роудинг (на английски език - Off-road, Off-roading) е термин който се използва за вид развлечение, превърнало се в моторен спорт, при който се управляват моторни-превозни средства с повишена проходимост по трудни терени - черни пътища или пътеки, пясък, чакъл, речни корита, кал, сняг, скали и други естествени терени.

## Машини за оф-роуд
В повечето случаи, за управление по оф-роуд терени се използват превозни средства, проектирани специално за оф-роуд, като ATV, тежки пикапи, камиони, джипове, моторни шейни, мотоциклети или планински велосипеди.
Тези превозни средства, често имат допълнително увеличен пътен просвет (клиренс), здрави гуми, предни и задни диференциали със специално заключване (блокаж). Примери за такива превозни средства са например Jeep Wrangler, Land Rover Defender, Mercedes G-klasse и някои по-стари модели на Toyota Land Criuser и УАЗ. Белези затова, че даден модел е проектиран за тежки условия извън пътя са наличието на отделно шаси, окачване и трансмисия с цели мостове. Машини от такъв тип се използват широко от въоръжените сили на много страни.

## Различни употреби на думата в целия свят
В някои части на света, особено в Африка, почти всички пътни настилки са тип оф-роуд, което е нормалната форма на транспорт. В тропическите страни, някои извънградските пътища може да се преминат единствено с машини с висока проходимост, по време на дъждовния сезон, когато допълнителни теглещи съоръжения (лебедки), и четирите задвижващи колела може да да се окажат крайно необходими за достигане на крайна точка. В САЩ, Европа терминът Off-Roading се използва предимно за развлекателни занимания, като изключения са страните където има огромни не заселени територии (Русия, Канада, Скандинавски полуостров, Австралия).
развлечения извън пътни настилки

## Оф-Роуд като спорт и развлечение
Шофирането по необработени терени често е с развлекателен характер, и особено в последните години се спревръща в популярен начин за почивка и спорт сред собствениците на машини с висока проходимост, задвижвани като от две, така и от четири двигателни колела и мотоциклети. Има множество категории, в които се разделят машините, което е в зависимост от опита на водачите и вида и вида на техниката.

## Някои от основните категории за оф-роуд са изброени по-долу

### Дюн Башинг
Дюн Башинг (на английски език - Dune Bashing) е много популярен начин за забавление, включващ шофиране през пясъчните дюни, често от туристи в Близкия изток. Има и много държавни паркове в САЩ, които позволяват на машини с висока проходимост да се управляват в тях, включително пясъчните дюни „Silver Lake“ в щата Мичиган и дюните „Империъл“ в щат Калифорния.

### Greenlaning
Greenlaning е една от най-малко практикуваните екстремни категории. То е подходящо за машини без нужда да бъдат с четири задвижващи колела, дори с фабрични гуми и фабрично оборудване. Терминът „greenlane“ се позовава на факта, че маршрутите са главно черни или междуселски пътища, горски пътеки, които могат да се използват, като основният акцент е не висока трудност и препятствия, а фокус върху красотата на природата и достъп до райони, които рядко могат да бъдат изминати от моторни превозни средства, като това е начин да се наслади човек на тези местности. Greenlaning е най-популярен сред собствениците на така наречените AWD (SUV), ванове и автомобили със задвижване на всички колела и др.

### Преходи в кал
Преходите в кал (на английски език - Mudding), включва намирането на голяма площ на сцепление на гумите с кал или глина, в която се опитва управление, доколкото е възможно и преодоляване на препятствието. Гумите доставени за серийните автомобили с четири задвижващи колела (4х4) обикновено са неподходящи за този вид пътна настилка и терен, там специалните гуми „за кал“ или специални гуми „за всякакъв терен“ са задължителни. За такива преходи силно се препоръчва също така да се използват средства за да бъде теглена машината при затъване или за помощ на колега (лебедка, въжета, колани).
Сцеплението и инерцията са най-важни фактори за успех при такива преходи.

### Катерене по камъни
Катеренето по камъни е много технична категория в оф-роуда. Превозните средства обикновено са модифицирани с широки гуми, компонентите на окачването, които позволяват по-голяма ос на усукване, както и промени в диференциалното предавателно число, за да се предоставят идеален въртящ момент/ниска скорост за работа, за преодоляване на препятствията. Често е характерно шофьора да има наблюдател – помощник, който застава отпред или отзад на превозното средство, и дава информация на водача за препятствието или терена така, че водачът да знае какво се случва с машината и участък, който не може да се види.
Състезания от този тип са много популярни (на английски език – Rock Racing), като в тях няма санкции за използването на помощник и лебедка.

### Формула Оф-роуд
Формула с висока проходимост е версия, в която се използват машини с много мощни двигатели. Те са силно променени, или специално построени, като се използват гуми за пясък, специални компонентите в окачването, които позволяват скокове и работа в екстремно тежки условия, голямо междуосие и възможност за усукване, защитна клетка (ролбар) за водача. Машините най-често използват силно форсирани двигатели V8, подсилени с компресори или захранени със система за впръскване на азотен оксид.
Тези състезания започват да се практикуват първо в Исландия през 80-те години на ХХ век, и оттогава са се разпространили широко в скандинавските страни. Състезанията често се провеждат в кариери, покрити с пясък и чакъл, където курсовете са оформени и често включват изкачване на почти вертикална склонове. Превозните средства използват гуми, чийто грайфери представляват форма на лопати.